# Unna (stacja kolejowa)
Unna – stacja kolejowa w Unna, w kraju związkowym Nadrenia Północna-Westfalia, w Niemczech. Znajdują się tu 2 perony.